# 오와라촌
오와라촌(小原村)은 오이타현 히가시쿠니사키군에 있던 촌이다. 현재의 구니사키시 동부에 해당한다.

## 지리
구니사키 반도의 동부에 위치한다. 

## 역사
- 1889년 4월 1일 - 정촌제 시행에 의해 히가시쿠니사키군 오와라촌이 성립하였다.
- 1901년 4월 1일 - 구니사키정에 편입해 폐지되었다.

## 참고문헌
- 角川日本地名大辞典 44 大分県
- 『市町村名変遷辞典』東京堂出版、1990年。